# 音聴箱
音聴箱（おとぎばこ）は、かつてデノンコンシューマーマーケティング（ディーアンドエムホールディングス。旧・デノン ← 日本コロムビア）が1995年（平成7年）から2012年（平成24年）まで製造・発売されていたオーディオ機器のブランド、およびシリーズ。
シリーズのほとんどが木目調を採用しており、その中でもレコードプレーヤー・FM/AMチューナー・CDプレーヤー・カセットデッキなどを搭載した一体型のパーソナルオーディオシステムはかつての昭和時代の電気蓄音機やアンサンブル型ステレオを彷彿させるようなクラシカルなデザイン（例・GP-W14、GP-18、GP-28、GP-60、GP-70、GP-S50等）が特徴。当初はCOLUMBIAブランドで発売されていたが2002年（平成14年）以降に開発された機種より順次、DENONブランドに変更・発売となった。COLUMBIAブランドとして発売していたころの音聴箱のカタログには、機種名GP-3という長きに渡って日本国内で製造されたポータブルレコードプレーヤー（ポータブル電蓄）もラインナップされていた。
しかし、競合メーカーのティアック、ならびに日本以外のASEAN系メーカー各社（いわゆるジェネリック家電）などから類似のレコードプレーヤーなどが発売されたうえ、USB、SDカード、CD-R/RWにレコードやカセットテープの音声を残せるレコーダーを搭載した製品（大手日本メーカーではティアック製が有名）が続々と発売されたため、2023年（令和5年）7月現在ではデノンのCOLUMBIAブランドのカラオケ機器（DVDプレイヤー部のドライブもCD-R/RW、およびDVD-R/RW再生にまったく対応しない初期のドライブを採用）ともども音聴箱シリーズは既に販売終了済みとなっている。